# Société internationale arthurienne
La Société internationale arthurienne est un groupe d'étude spécialisé dans la légende arthurienne.

## Histoire
Elle est créée en 1948 à Quimper lors du second congrès arthurien de France. Elle réunit les spécialistes de l'époque venus de différents pays (Grande-Bretagne, Pays-Bas et États-Unis), sous l'impulsion de Jean Frappier, Roger Sherman Loomis et Eugène Vinaver. Ils considèrent que la littérature arthurienne devient une discipline indépendante, qui demande une coordination internationale. Avec le temps, le groupe accueille des membres de Belgique, d'Allemagne, d'Irlande, de Suisse et d'Espagne.
Elle a connu 22 présidents depuis sa création :
1. Jean Frappier (1948-65)
2. Eugène Vinaver (1966-68)
3. Wilhelm Kellerman (1969-71)
4. Helaine Newstead (1972-74)
5. Lewis Thorpe (1975-77)
6. Maurice Delbouille (1978)
7. Armel H. Diverres (1979-80)
8. Charles Foulon (1981-83)
9. Norris J. Lacy (1984-86)
10. Dr Elspeth Kennedy (1987-90)
11. Friedrich Wolfzettel (1991-93)
12. Anna Maria Finoli (1994-96)
13. Philippe Ménard (1997-99)
14. Dr Jane H. M. Taylor (2000-02)
15. Dr Bart Besamusca (2003-05)
16. Peter Field (2006-08)
17. Christine Ferlampin-Acher (2009-11)
18. Keith Busby (2012-14)
19. Cora Dietl (2015-17)
20. Andrew Lynch (2017-21)
21. Danièle James-Raoul (2021-24)
22. Raluca Radulescu (2024-)

## Missions
Cette société organise des congrès, des excursions sur le terrain, publie un bulletin bibliographique, entretien un centre de documentation arthurienne.